# Dolný Chlm
Dolný Chlm este o arie protejată (arie specială de conservare — SAC, sit de importanță comunitară — SCI) din Slovacia întinsă pe o suprafață de 50,72 ha, integral pe uscat.

## Localizare
Centrul sitului Dolný Chlm este situat la coordonatele 48°40′00″N 18°58′50″E / 48.666575°N 18.980426°E.

## Înființare
Situl Dolný Chlm a fost declarat sit de importanță comunitară în septembrie 2015 pentru a proteja 1 specie de plante și 1 specie de animale. Situl a fost protejat și ca arie specială de conservare în octombrie 2017.

## Biodiversitate
Situată în ecoregiunea alpină, aria protejată conține 2 habitate naturale: Păduri pe pante, grohotișuri și ravene de Tilio-Acerion, Păduri de fag Asperulo-Fagetum.
La baza desemnării sitului se află mai multe specii protejate:
- plante (1): Buxbaumia viridis
- nevertebrate (1): Boros schneideri